# Horsch
 Ikke at forveksle med Horch.
Horsch Maschinen GmbH er en tysk producent af jordbrugsmaskiner med hovedkvarter i Schwandorf, Bayern. I dag producerer de harver, grubber, såmaskiner, tipvogne og sprøjter. I 2018 havde de 1.600 ansatte og en omsætning på 400 mio. euro.
I 1984 blev Horsch Maschinen GmbH grundlagt af Michael og Walter Horsch.